# Ureaplasma gallorale
Ureaplasma gallorale è una specie di batterio appartenente alla famiglia delle Mycoplasmataceae.